# Al-Buhturi
al-Walid ibn ʿUbaid Allah al-Buhturi (arabisch الوليد بن عبيد الله البحتري, DMG al-Walīd b. ʿUbaid Allāh al-Buḥturī; gest. 897) war ein berühmter arabischer Dichter, der während der Zeit der Abbasiden lebte.

## Leben
al-Buhturi war einer der berühmtesten Lobpreisdichter der Abbasidenzeit. Antike  Literaturkritiker beschreiben ihn als herausragenden Dichter. Er wurde 815 oder 822 in Manbidsch, Syrien, geboren und wuchs dort auf. In den ersten Jahren seines Schaffens schrieb er Gedichte in der Art von fachr, um seinen Stamm zu verherrlichen. Er wurde oft mit dem berühmten Dichter Abu Tammam verglichen, der sein Zeitgenosse und Mentor war. Die Gedichte von al-Buhturi sind Beispiele für den klassischen Stil der arabischen Poesie. Er arbeitete als Lobredner, um seinen Lebensunterhalt zu verdienen, und wurde mit seinen Lobreden berühmt.